# Dominique Dropsy
Dominique Dropsy (Leuze, 1951. december 9. – Leuze, 2015. október 7.) válogatott francia labdarúgó, kapus.

## Pályafutása

### Klubcsapatban
A Hirson csapatában kezdte a labdarúgást. 1970 és 1973 között a Valenciennes labdarúgója volt. 1973 és 1984 között az RC Strasbourg csapatában védett. Az 1976–77-es idényben a másodosztályban, az 1978–79-es idényben az élvonalban nyert bajnokságot az együttessel. 1984-ben a Bordeaux csapatához szerződött. Itt két-két bajnoki címet (1984–85, 1986–87) és francia kupa győzelmet (1986, 1987) szerzett a csapattal. 1989-ben vonult vissza az aktív labdarúgástól.

### A válogatottban
1978 és 1981 között 17 alkalommal szerepelt a francia válogatottban. Részt vett az 1978-as argentínai világbajnokságon.

## Sikerei, díjai
- Az idény legjobb játékosa (France Football Étoile d’Or): 1980–81

 RC Strasbourg
- Francia bajnokság (Ligue 1)
  - bajnok: 1978–79
- Francia bajnokság (másodosztály, Ligue 2)
  - bajnok: 1976–77

 Bordeaux
- Francia bajnokság
  - bajnok: 1984–85, 1986–87
  - 2.: 1987–88
- Francia kupa (Coupe de France)
  - győztes: 1986, 1987
- Bajnokcsapatok Európa-kupája (BEK)
  - elődöntős: 1984–85
- Kupagyőztesek Európa-kupája (KEK)
  - elődöntős: 1986–87